# Tân Mỹ (An Giang)
Tân Mỹ is een xã in het district Chợ Mới, een van de districten in de Vietnamese provincie An Giang in de Mekong-delta. Een van de bekendste bouwwerken is de Cù Lao kathedraal. Tân Mỹ ligt op het riviereiland Giêng.